# 세르반티노 축제

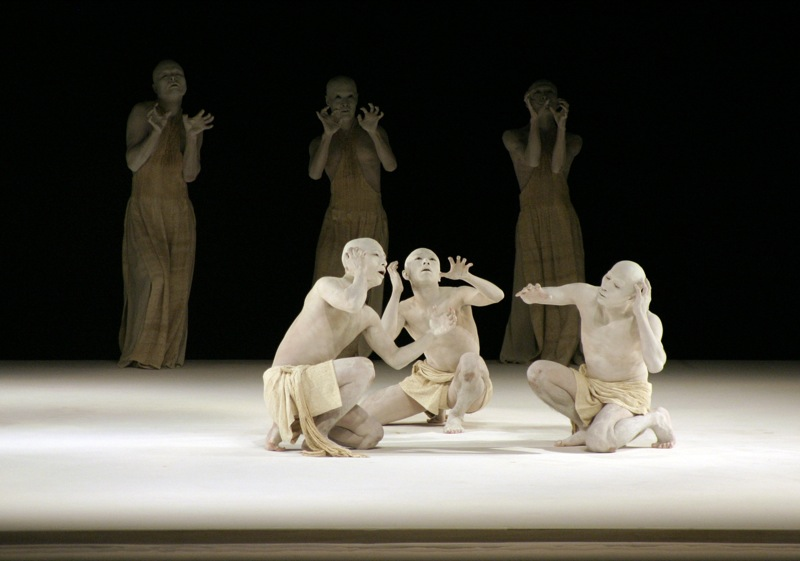
세르반티노 축제

세르반티노 축제(Festival Internacional Cervantino)는 멕시코 과나후아토에서 매년 10월 중 20일간 열리는 축제로, 종합 예술 축제이다.
세계문화유산에 등재되어있다.